# Wexford
Wexford (irl. Loch Garman, łac. Manapia) – miasto portowe położone na południowym wschodzie Irlandii przy ujściu rzeki Slaney do Morza Irlandzkiego. Zamieszkuje je 8854 mieszkańców, na przedmieściach mieszka 9 309 osób (2011).

## Nazwa miasta
Miasto zawdzięcza swoją nazwę skandynawskim osadnikom i około roku 800 znane było jako Veisafjörðr (staronord. „mulista, błotnista zatoka”). W lokalnym języku yola (do połowy XIX wieku) miasto nazywane było Weisforthe. Współczesna irlandzka nazwa to Loch Garman.

## Turystyka

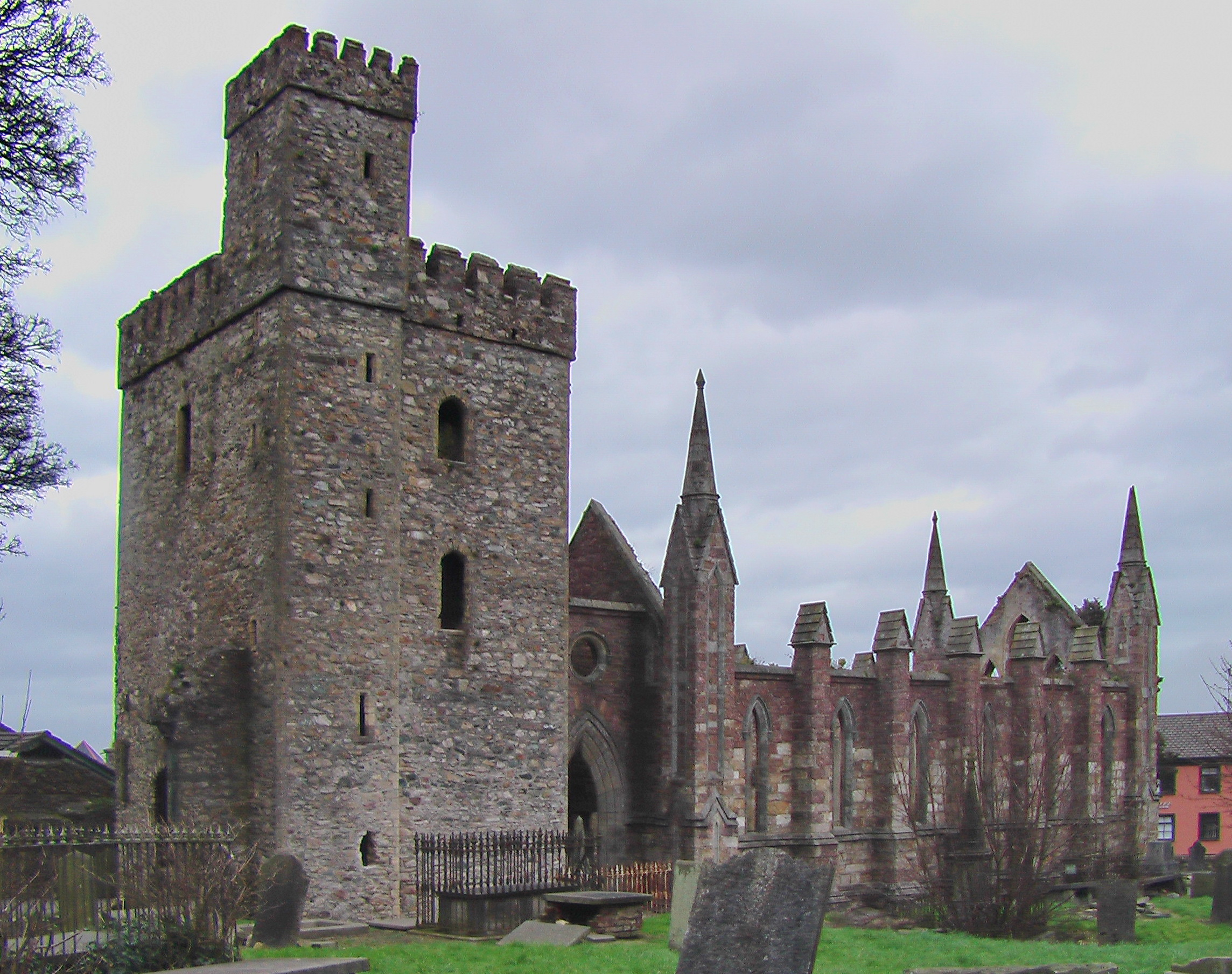
Ruiny opactwa Selskar

Miasto jest ważnym miastem turystycznym w Irlandii.
Każdej jesieni odbywa się tu festiwal operowy (The Wexford Festival Opera).

## Współpraca
Miejscowości partnerskie:
- Addis Abeba, Etiopia
- Annapolis, Stany Zjednoczone
- Couëron, Francja
- Fleurus, Belgia
- Staten Island, Stany Zjednoczone